# Endiandra discolor
Endiandra discolor är en lagerväxtart som beskrevs av George Bentham. Endiandra discolor ingår i släktet Endiandra och familjen lagerväxter. Inga underarter finns listade i Catalogue of Life.